# Embelia pyrifolia
Embelia pyrifolia är en viveväxtart som beskrevs av Carl Christian Mez. Embelia pyrifolia ingår i släktet Embelia och familjen viveväxter. Inga underarter finns listade i Catalogue of Life.